# St. Rupert (Regensburg)

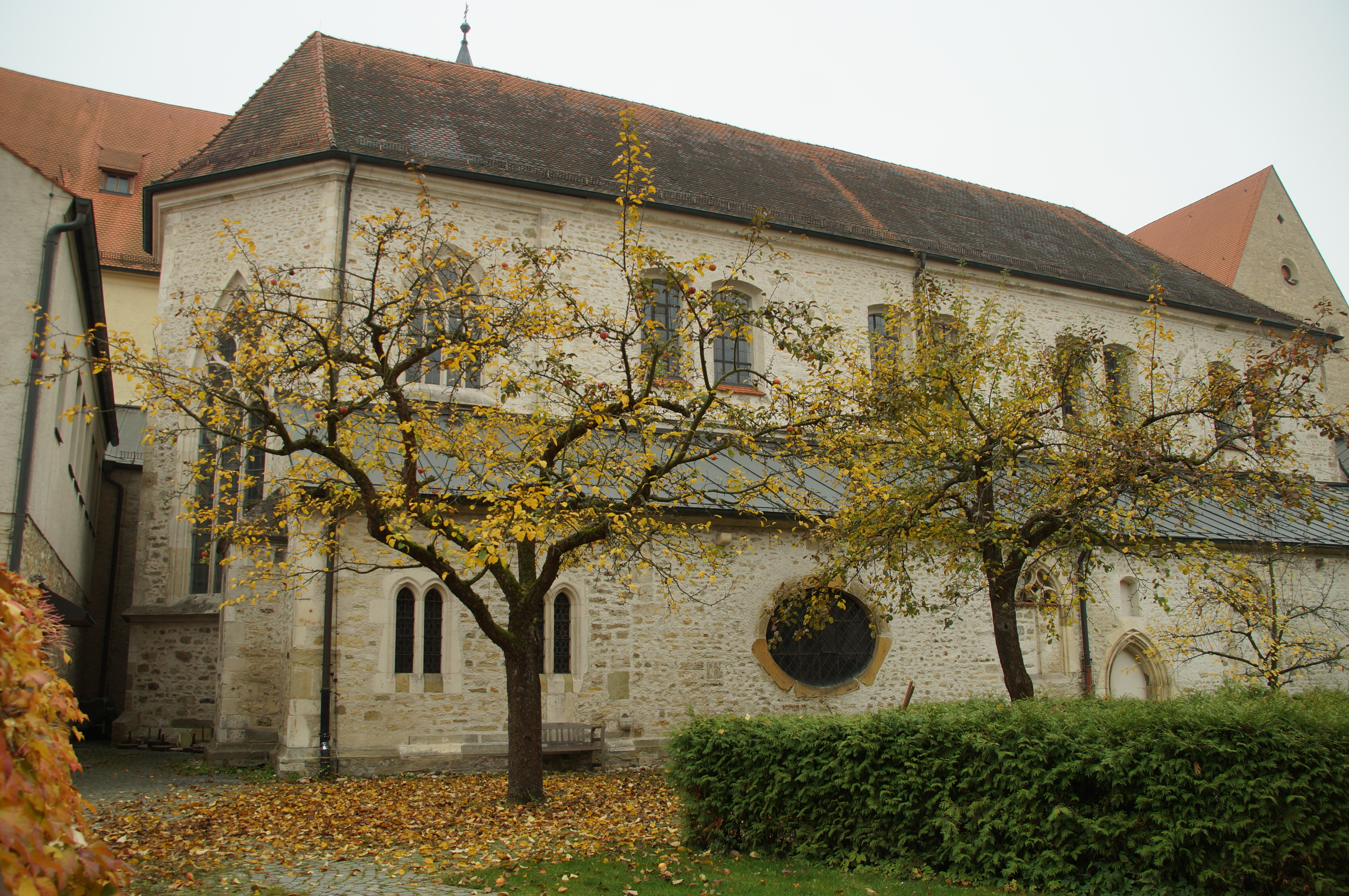
St. Rupert

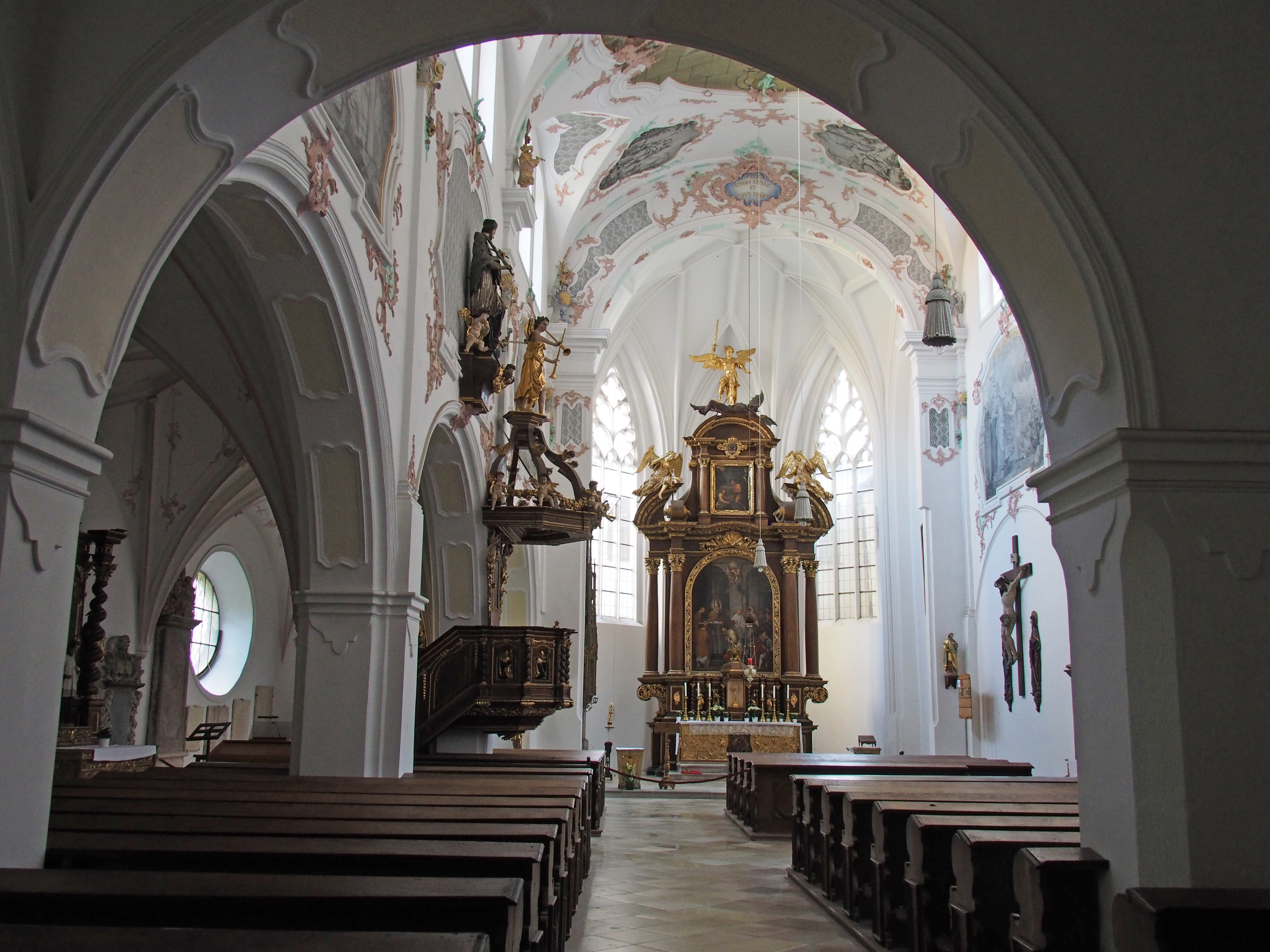
Innenraum mit Altar

Die Kirche Sankt Rupert ist ein Kirchengebäude, die ehemalige römisch-katholische Pfarrkirche der Reichsabtei Sankt Emmeram, am Emmeramsplatz in Regensburg. Sie ist dem heiligen Rupert von Salzburg geweiht.

## Gebäude und Geschichte
Die zweischiffige Kirche wurde in der zweiten Hälfte des 11. Jahrhunderts als romanisches Bauwerk errichtet, jedoch häufig im Stil der jeweiligen Zeit umgebaut. So stammen das Hauptschiff aus dem 14. Jahrhundert, der Chor aus dem Jahr 1405, der viersäulige Hochaltar mit dem Bild von der Taufe des Herzogs Theodo durch den Heiligen Rupert aus dem Jahr 1690 und die Innenausstattung aus dem 17. und 18. Jahrhundert. Der ehemalige Kirchhof der Oberen Stadt, der Rupertifriedhof im Pfarrgarten, wurde am Beginn des 19. Jahrhunderts aufgelöst. Als neuer Friedhof wurde im Stadtpark der katholische Lazarusfriedhof angelegt. Reste von Grabplatten des Rupertifriedhofs finden sich an den Mauern des Vorplatzes von St. Emmeram.

## Ausstattung
Das Sakramentshaus an der Nordseite des Chores zeigt Figuren des Heiligen Rupert von Salzburg und anderer Heiliger. Der Michaelsaltar mit Altarbild des Erzengels Michael stammt von 1713. An den Wänden des Langhauses befinden sich Bilder über das Wirken des heiligen Rupert von Salzburg.

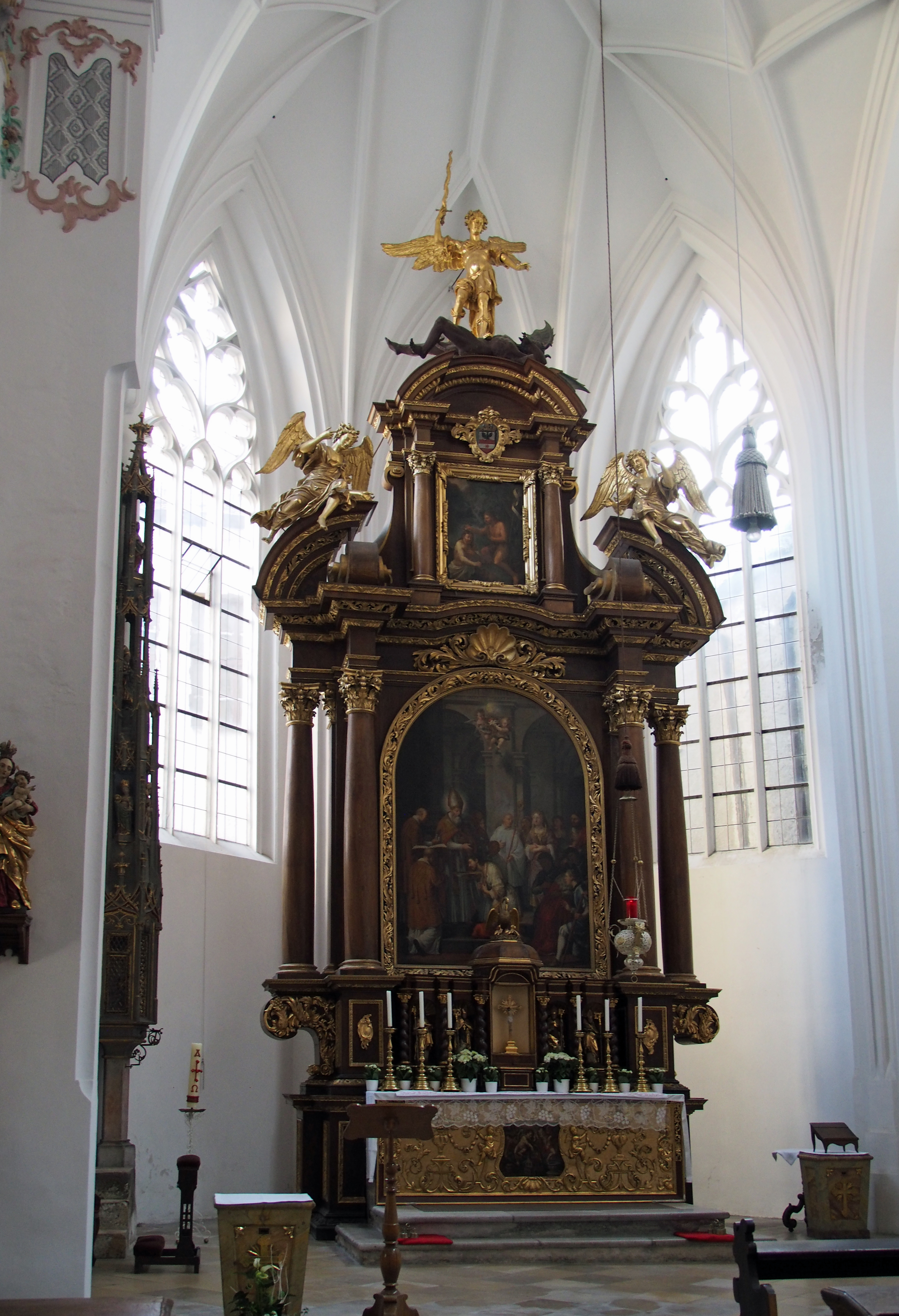
Altar
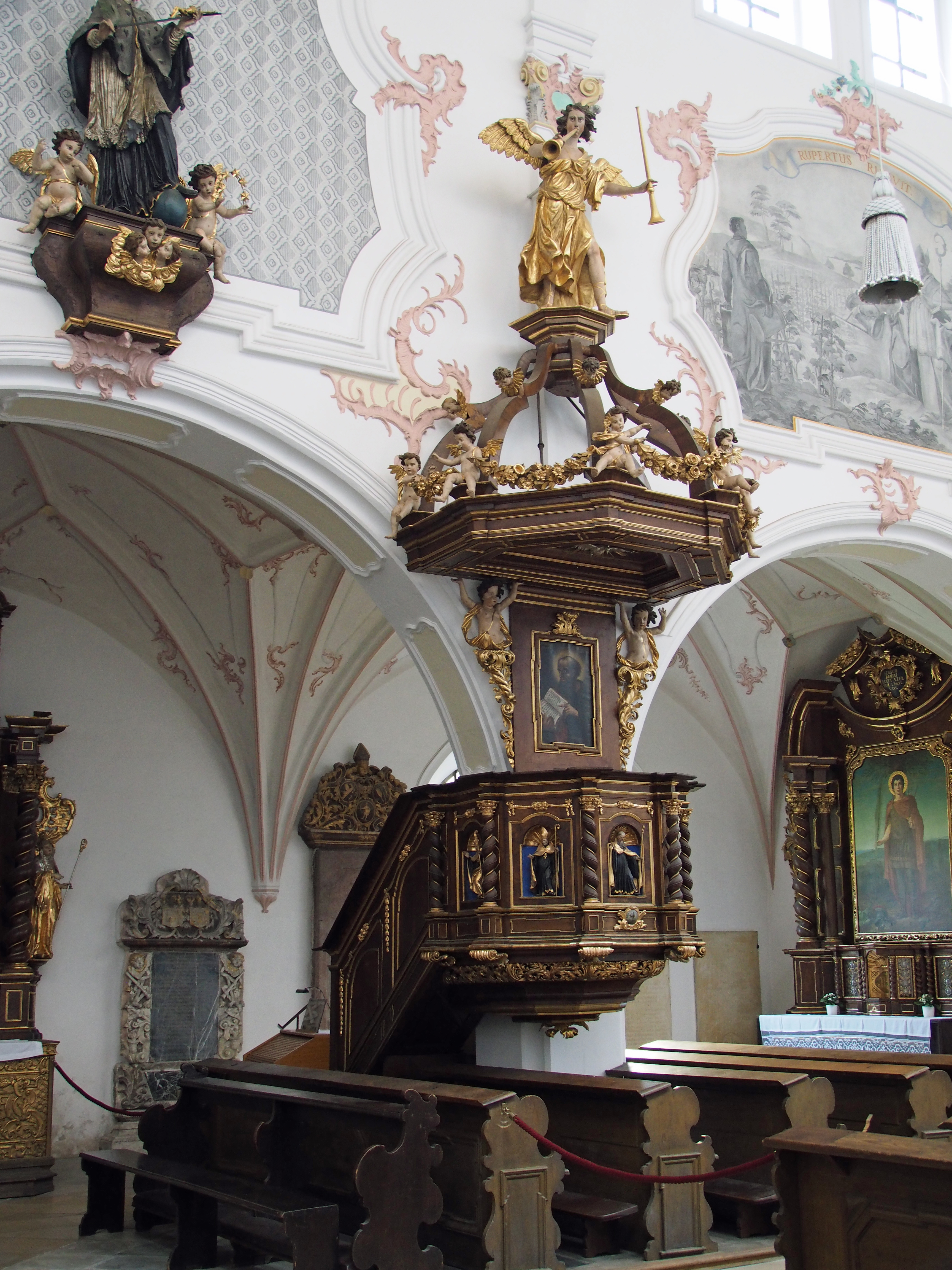
Kanzel
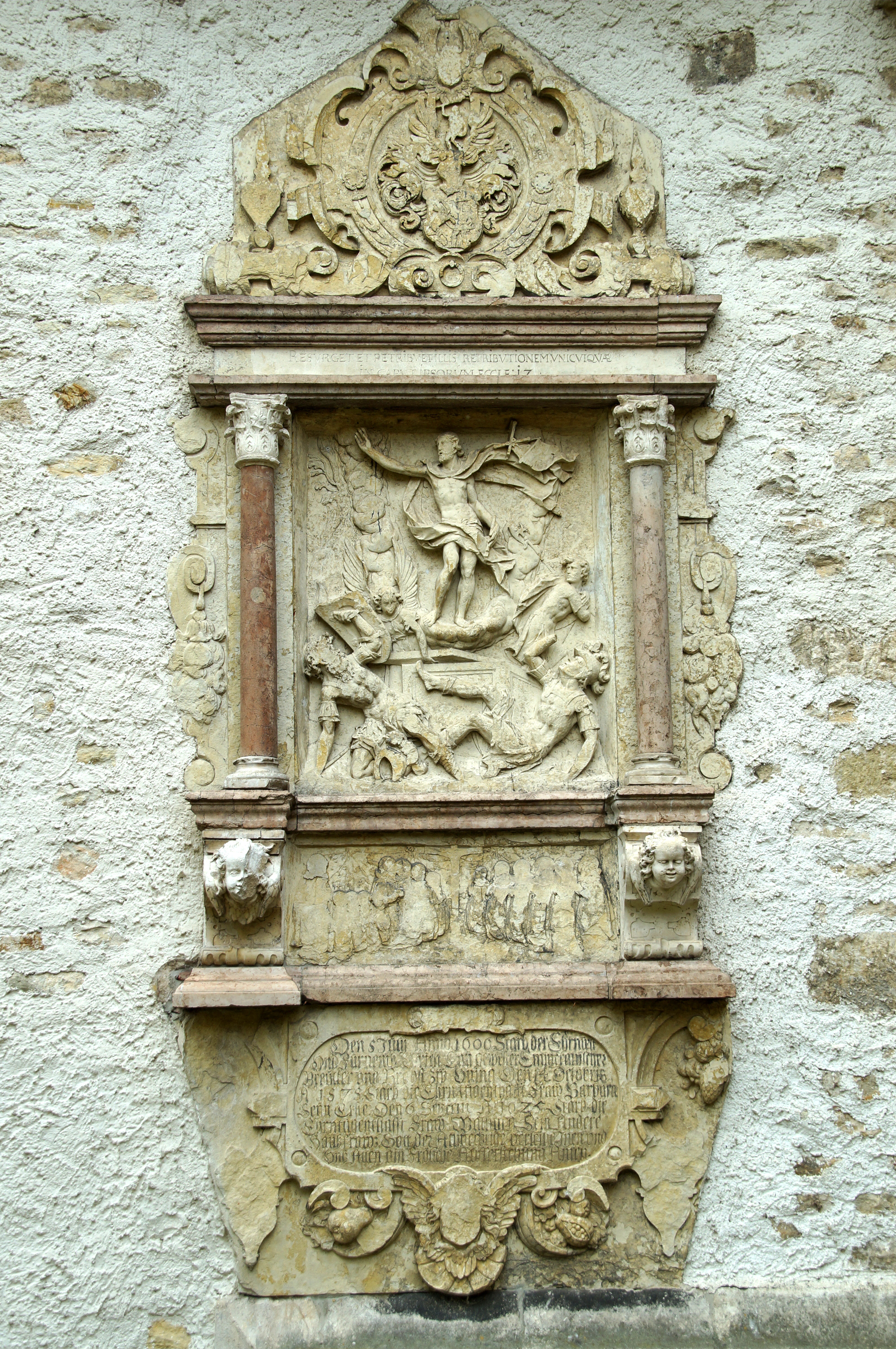
Epitaph an der Nordwand
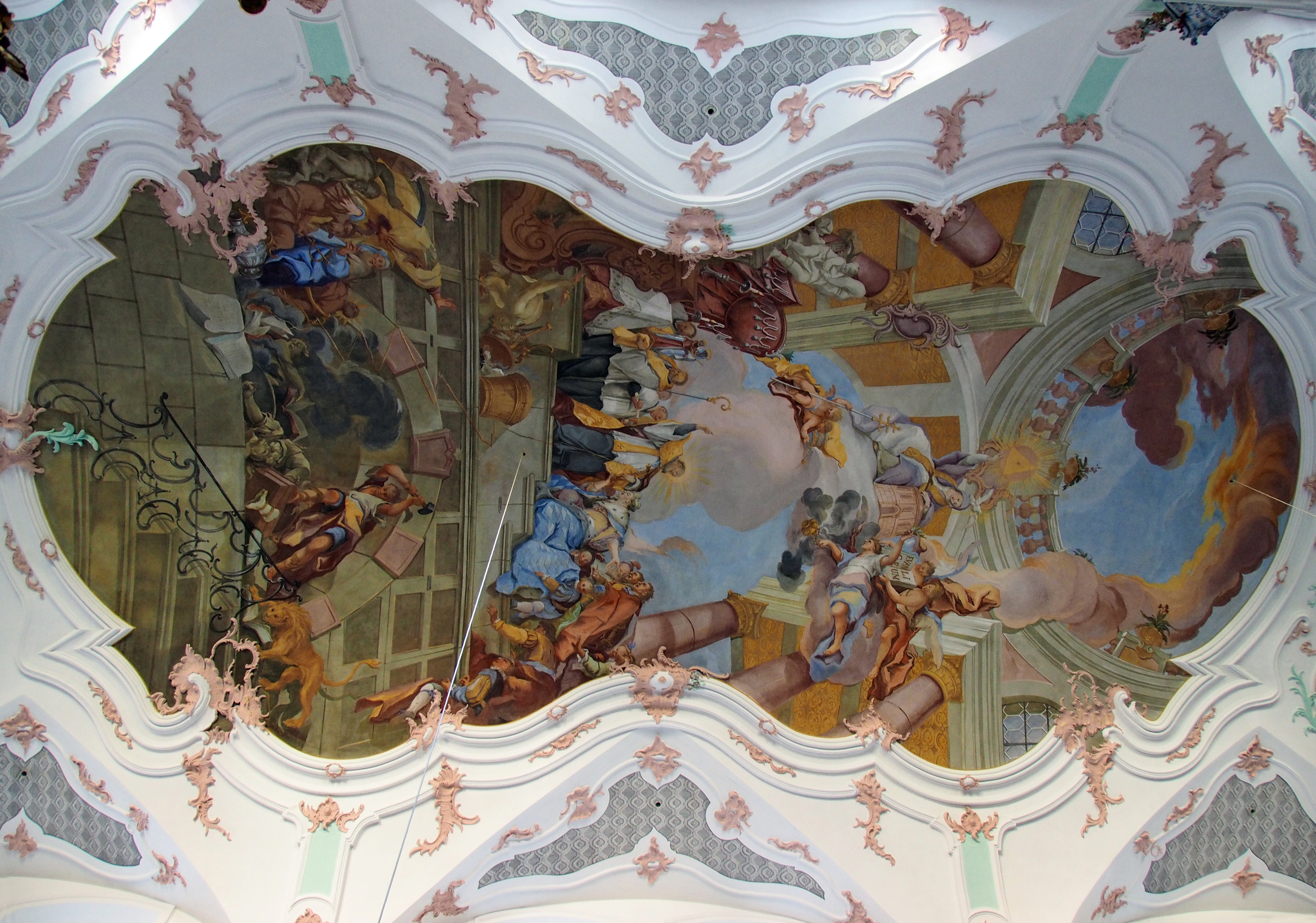
Deckenfresko

## Orgel

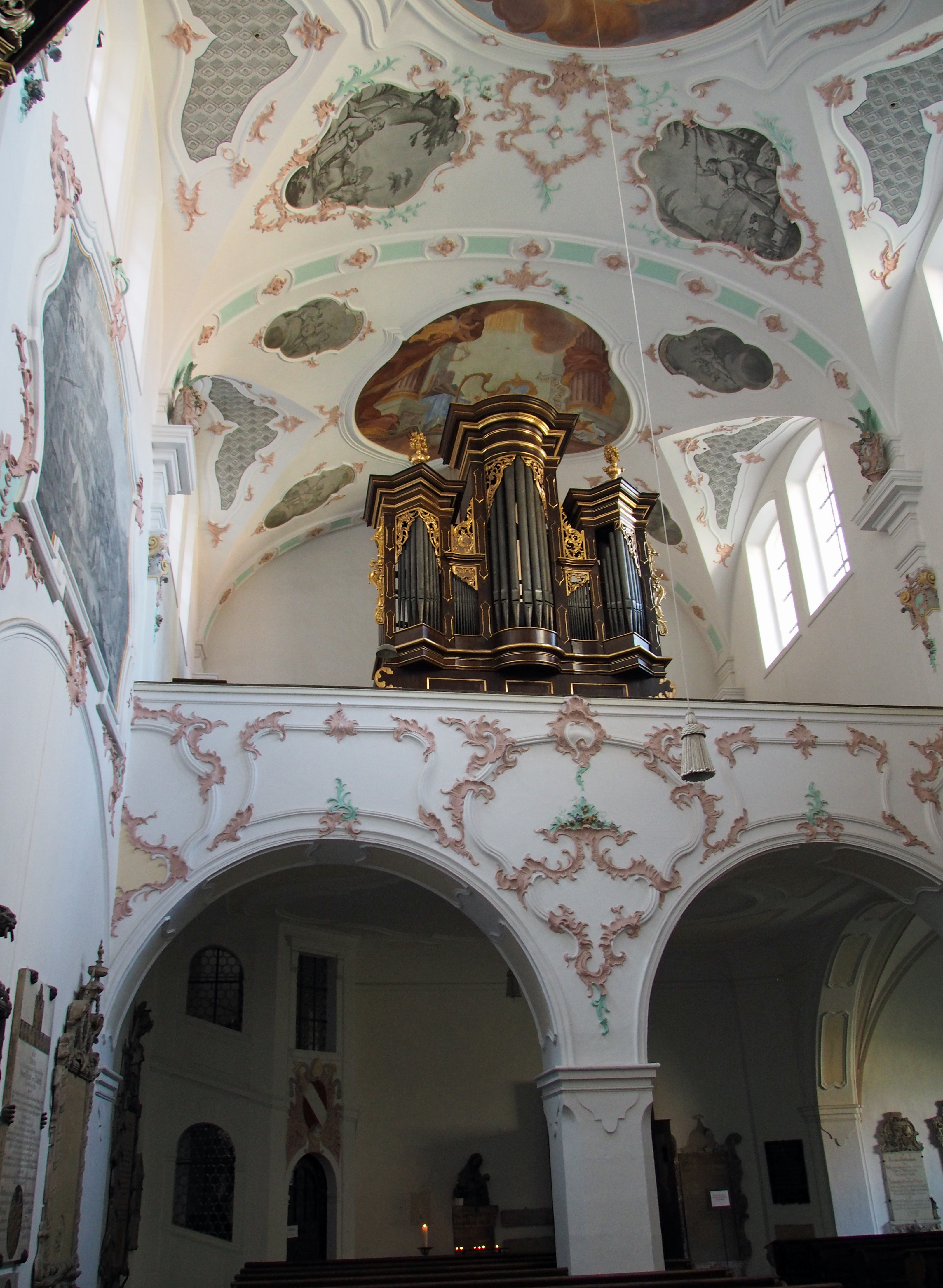
Empore mit Breil-Orgel

Im Jahr 1774 war eine Orgel unbekannter Herkunft vorhanden. Die Gehäuseform weist auf die Schule Brandensteins hin und stammt vermutlich von Michael Herberger aus Stadtamhof. Anton Breil baute um 1850–1860 hinter dem historischen Prospekt ein neues Spielwerk. Das Instrument hat noch einen kompletten Prinzipalchor, weist aber für Breil typische Register im 8′-Bereich auf. Die Manuallade ist eine Schleiflade, die Pedallade eine Kegellade. Das Werk ist im Originalzustand erhalten und ist die zweitälteste Kirchenorgel von Regensburg. Die Disposition lautet:
| Manual C–g3 |            |       |
| 1.          | Prinzipal  | 8′    |
| 2.          | Flöte      | 8′    |
| 3.          | Salicional | 8′    |
| 4.          | Gedeckt    | 8′    |
| 5.          | Gamba      | 8′    |
| 6.          | Oktav      | 4′    |
| 7.          | Flöte      | 4′    |
| 8.          | Superoktav | 2′    |
| 9.          | Mixtur III | 1 ⁄3′ |

| Pedal C–d1 |          |     |
| 10.        | Subbaß   | 16′ |
| 11.        | Oktavbaß | 8′  |

- Koppel: I/P

## Geistliche, die in St. Rupert gewirkt haben
- Johann Nepomuk Hemauer, Stadtpfarrprediger 1843/44[3]